# SHIHO
SHIHO, (Japonés:シホ) es una cantante japonesa oriunda de Sapporo que fue miembro de I've Sound desde el año 2000 hasta el 2006 y que desde entonces canta en solitario.

## Biografía
SHIHO nació el día 16 de diciembre en Sapporo, capital de la prefectura de Hokkaido, aunque se desconoce el año de su nacimiento. debutó con I've Sound en el año 2000, con el tema: "Days of promise", que fue la canción de cierre de un juego para PC llamado, Dawn*Slave 1&2. Este tema fue incluido en Verge, el segundo recopilatorio de la banda. Desde ese momento, la cantante comienza a interpretar varias canciones para videojuegos para adultos, lo cual le permitió darse a conocer dentro de la subcultura propia de este tipo de juegos.
Durante toda su trayectoria con I've Sound, algunas de las canciones cantadas por SHIHO, llegaron a alcanzar cierto nivel de popularidad, dentro de las cuales destaca: "Belvedia" y "Birthday eve", canciones que figuran dentro del álbum Disintegration. Otras canciones interpretadas por SHIHO fueron usadas en videojuegos de bastante renombre. Por ejemplo, el tema "Ever stay snow", que fue usado como opening del célebre videojuego; Snow drop.
En el año 2005, la cantante participó en el primer concierto de I've Sound en Budokan. Un concierto que dio a conocer a la banda al gran público y que supuso un aumento de la popularidad de las cantantes que formaban parte de ella. En este concierto, SHIHO, cantó en directo sus tres canciones más conocidas. 
A pesar de la fascinación que despertó, ya desde el 2005, la vocalista comunicó en su Blog que tenía en mente ponerse a trabajar en solitario. El abandono de I've, por parte de SHIHO, terminaría haciéndose realidad en el año 2006. Desde entonces, se agrupó con una banda llamada "STARAVID" y comenzó su andadura en la escena Dojin japonesa.
Desde el inicio de su carrera en solitario, la cantante ha desarrollado un estilo propio, fusionando la música electrónica con el Rock, y a pesar de que no ha vuelto a alcanzar la popularidad que tenía con I've Sound, ha publicado hasta ahora cuatro EP y cuatro sencillos.

## Discografía

### En solitario

#### Álbumes
- 2006: Divarats
- 2007: Improover
- 2009: One sight
- 2010: Neo light
- 2015: Resurrection

#### Sencillos
- 2006: Be myself
- 2007: Iyunaline
- 2008: Chain of soul
- 2010: To be

### Con I've Sound

#### I've girls compilation
- En Verge
  - Days of promise
- En Disintegration
  - Belvedia
  - Birthday eve
- En Lament
  - Prey (Remix)
- En Out flow
  - Ever stay snow
- En Collective
  - Kiss the future
- En The Time - 12 Colors
  - Dark of the Moon

#### Otras canciones con I've Sound
- 2000: Belvedia (Mix)
- 2001: Sensitive (Remix)
- 2001: Ishoni wa shiawase no aru basho
- 2001: Fortress DF style
- 2002: Cave (Remix)
- 2005: World meets worlds (I've manía tracks III)

#### I've Special Unit
- 2003: See you (Chisana eien) (I've mania tracks vol I)
- 2003: Fair heaven

#### DVD
- 2003: PV See you -Chiisana eien-
- 2005: I've in BUDOKAN〜Open The Birth Gate〜
- 2006: I've in BUDOKAN (Complete edit)

### Otras canciones
- 2001: Planet earth
- 2001: Relax
- 2004: Aoku hatenaku
- 2005: Strange woman
- 2005: Persuasion
- 2005: FOLKLET